# Solanum sect. Geminata
Solanum sect. Geminata es una sección del género Solanum. La especie tipo es: Solanum nudum.
Incluye las siguientes especies:
- Solanum acropterum
- Solanum arboreum
- Solanum chalmersii
- Solanum conocarpum
- Solanum coriaceum
- Solanum elvasioides
- Solanum havanense
- Solanum humboldtianum
- Solanum monanthemon
- Solanum naucinum
- Solanum nudum
- Solanum pseudodaphnopsis
- Solanum ramonense
- Solanum sagittantherum
- Solanum sumacaspi
- Solanum troyanum